# Слава Палуњин
Вјачеслав (Слава) Иванович Палуњин (12. јун 1950, Новосиљ, Орелска област) - је руски глумац, редитељ, кловн, пантомимичар и носилац титуле Народни уметник Русије (2001. година). 

## Биографија

### Младост
Рођен је у Новосиљу, у Орелској области, у Русији, у породици продавца. Био је успешан у школском позоришту, имитирајући Чарлија Чаплина, али је био одбијен на Лењинградском позоришном институту због лошег изговора. Након неколико година студија у школи за инжењере, дипломирао је на Лењинградском институту за совјетску културу, на коме је касније подучавао студенте.

### Каријера
1968. године Палуњин је покренуо пантомимичарско позориште, Лицидеј (руски за "пантомимичаре" или буквално "људе који праве гримасе"). 1981. године, одржао је свој први успешан телевизијски наступ у оквиру новогодишњег програма Голубој Огониок (Голубой огонёк). Овај наступ био је део његове данас славне Асисиаи ревије (Asisyai-revue).
1982. године организовао је пантомимичарску параду у Лењинграду на којој је учешће узело више од 800 пантомимичара из Совјетског Савеза. Било је нечувено да се такав догађај, који истиче полу-алтернативне уметнике, одржи у време стриктне комунистичке контроле свих уметничких догађаја.
1985. године, током Московског светског фестивала младих и студената, организовао је час пантомиме којем су присуствовали многи пантомимичари са „Запада”.
Палуњин је 1987. године организовао Совјетски Фестивал Уличних позоришта (Всесоюзный Фестиваль Уличных Театров); више од 200 учесника, укључујући критичаре и децу, живело је на ненасељеном острву у Финском заливу и организовало кратке излете бродом до оближњег Лењинграда.
До 1988. године из Лицедеја је проистекло пет веома успешних представа: „Сањари” (Фантазёры), „Чудаци на поткровљу” (Чурдаки), „Из живота инсеката”, „Асисиаи-ревуе” (Asisyai-revue) и „Катастрофа”. Чланови су одлучили да обележе 20-годишњицу позоришта његовом сахраном. Догађаји су укључивали погребне говоре изнад ковчега који су били означени именима учесника и погребну поворку са ковчезима улицама Лењинграда. Након тога ковчези су запаљени и пуштени низ реку Неву. Упркос позоришном стилу перформанса, ово је заиста означило крај позоришта. Учесници су веровали Константину Станиславском који је изјавио да свако позориште умире након 20 година постојања.
Палуњин је 1989. године организовао Караван мира током кога су пантомимичари из различитих крајева света били на путу пола године, давајући уличне представе у многим европским градовима. Након тога, започео је „Академију будала”, центар посвећен "васкрсењу карневалске културе у Русији". Пројекат је започет његовим новцем, али када је новац потрошен пројекат је морао да буде замрзнут. Палуњин је 1994. године објавио да планира да на „Западу” направи неколико комерцијално успешних представа и да зарађеним новцем од тих представа настави рад са Академијом. Међу представама које је организовао велики успех доживела је „Славин Снежни шоу” (Снежное шоу) која је била хит у преко 80 земаља.  Успех је доживела и представа „Диаболо” посвећена "комичном размишљању о животу, смрти и лепоти универзума".
Палуњин је добитник многих престижних награда: Златни угао (Шкотска), Златни нос (Шпанија), Тријумф (Русија) и награде Лоренс Оливиер за најбољи забавни шоу (1998). 
2016. године Палуњин је позајмљивао глас лику у руском анимираном играном филму Гофманијада (Гофманиада). 

## Одабрана филмографија
- "Само у музичкој дворани" (1980) - играо себе
- "Веруј или не" (1983) - играо страног цара
- „Убити змаја” (1988) - играо аеронаута
- Здраво, Будале! (1996) - Јура Каблуков / Август Дерулен (глас - Андреј Мјагков)
- Кловн(2002) - играо себе и служио као продуцент[6]
- Хофманијада (2016) - позајмљивао глас анимираном лику